# Chieko Asakawa
Chieko Asakawa (浅川 智恵子, Asakawa Chieko) (1958) é uma cientista de computação japonesa cega, conhecida pelo seu trabalho em acessibilidade na IBM Research - Tokyo. Ela desenvolveu um plug-in para o navegador Netscape, o IBM Home Page Reader, que se tornou o sistema web-to-speech mais amplamente utilizado. Ela recebeu vários prémios do sector e do governo.

## Educação e carreira
Asakawa nasceu com visão normal, mas depois de ter ferido o nervo óptico quando bateu o olho esquerdo no lado de uma piscina aos 11 anos, ela começou a perder a visão, e aos 14 anos estava completamente cega. Ela formou-se em Literatura Inglesa na Universidade Otemon Gakuin, em Osaka em 1982, e iniciou um curso de programação de computadores de dois anos para pessoas cegas usando Optacon para traduzir texto impresso para braille. Ela juntou-se à IBM Research numa posição temporária em 1984, e tornou-se uma investigadora permanente um ano depois. Em 2004, ela ganhou um Ph.D. em engenharia da Universidade de Tóquio.

## Contribuições
Os projetos de pesquisa de Asakawa incluem: um processador de texto para documentos em braille; uma biblioteca digital para documentos em Braille; um plug-in do navegador Netscape que converte texto em fala; um mecanismo de navegação na Web mais conveniente para pessoas cegas; e um sistema que permite que web designers experimentassem a web como pessoas cegas. O plug-in para o navegador tornou-se um produto da IBM em 1997, o IBM Home Page Reader, e em cinco anos tornou-se o sistema web-to-speech mais amplamente utilizado.
Mais recentemente, o seu trabalho também estudou o controlo acessível de conteúdo multimédia, mudanças tecnológicas e sociais que permitiriam que os idosos trabalhassem por mais anos antes de se aposentar, e o desenvolvimento de tecnologia que tornaria o mundo físico mais acessível para pessoas cegas.

## Prémios e honras
Asakawa foi adicionada ao Hall of Fame of Women in Technology International em 2003. Em 2009, ela tornou-se uma IBM Fellow, a maior honra da IBM para os seus funcionários, tornando-se a quinta pessoa de nacionalidade japonesa e a primeira mulher japonesa com essa honra. Em 2011, o Anita Borg Institute for Women and Technology atribuiu-lhe o Women of Vision Award. Foi oradora principal na 4ª Conferência Internacional sobre Desenvolvimento de Software para Melhorar a Acessibilidade e Combater a Exclusão da Informação (DSAIE 2012). Em 2013, o governo japonês concedeu-lhe a sua medalha de honra com fita roxa. Um artigo que escreveu em 1998, com Takashi Itoh, descrevendo seu trabalho em interfaces de usuário da web para pessoas cegas foi o vencedor do Prémio ACM SIGACCESS de 2013. Em 2017, foi eleita como membro estrangeiro da Academia Nacional de Engenharia dos Estados Unidos.